# Рафаил (Березин)
Епископ Рафаил (в миру Михаил Иванович Березин; 1872 — 15 мая 1945, Калинин) — епископ Русской православной церкви, епископ Калининский и Великолуцкий.

## Биография
В 1892 году окончил Тверскую духовную семинарию по I разряду. В 1897 году окончил Казанскую духовную академию со степенью кандидата богословия с правом преподавания в семинарии.
В том же году был рукоположён во священника и назначен надзирателем Тверской духовной семинарии.
С 1 ноябре 1898 года — законоучитель и инспектор классов Тверского епархиального женского училища.
С 1 августа 1903 года — законоучитель Новороссийской мужской гимназии.
С 2 ноября 1905 года — законоучитель Тверского коммерческого училища.
С 2 ноября 1906 года — законоучитель Тверского городского училища.
С 9 ноября 1908 года — законоучитель 2-го городского Тверского училища.
С 23 марта 1909 года — настоятель церкви при Тверском кавалерийском юнкерском училище.
С 20 марта 1914 года — преподаватель греческого языка в Тверской духовной семинарии в сане протоиерея.
О его деятельности с 1920-х до начала 1940-х годов данных нет.
Последние годы перед хиротонией являлся настоятелем церкви в селе Троица Удомельского района Тверской области. В июле 1944 года овдовел.
26 октября 1944 года в Крестовой Патриаршей церкви епископом Можайским Макарием (Даевым) был пострижен в монашество с именем Рафаил.
27 октября сего года в зале заседаний Священного Синода при Московской Патриархии совершено наречение иеромонаха Рафаила (Березина) во епископа Калининского и Великолукского.
29 октября того же года в Тверском соборе «Белая Троица» был хиротонисан во епископа Калининского и Великолуцкого. Чин хиротонии совершили митрополит Крутицкий Николай (Ярушевич) и епископ Можайский Макарий (Даев).
С 31 января по 2 февраля 1945 года участвовал в работе Поместного Собора Русской православной церкви.
В это время был уже неизлечимо болен раком. Очень хотел дожить до Пасхи, выпавшей в тот год на 6 мая, и до Победы, и это ему было даровано.
Скончался 15 мая 1945 года в Твери от рака печени. Погребён епископом Можайским Макарием на городском Николо-Малицком кладбище.